# Villa d'Este al Quirinale

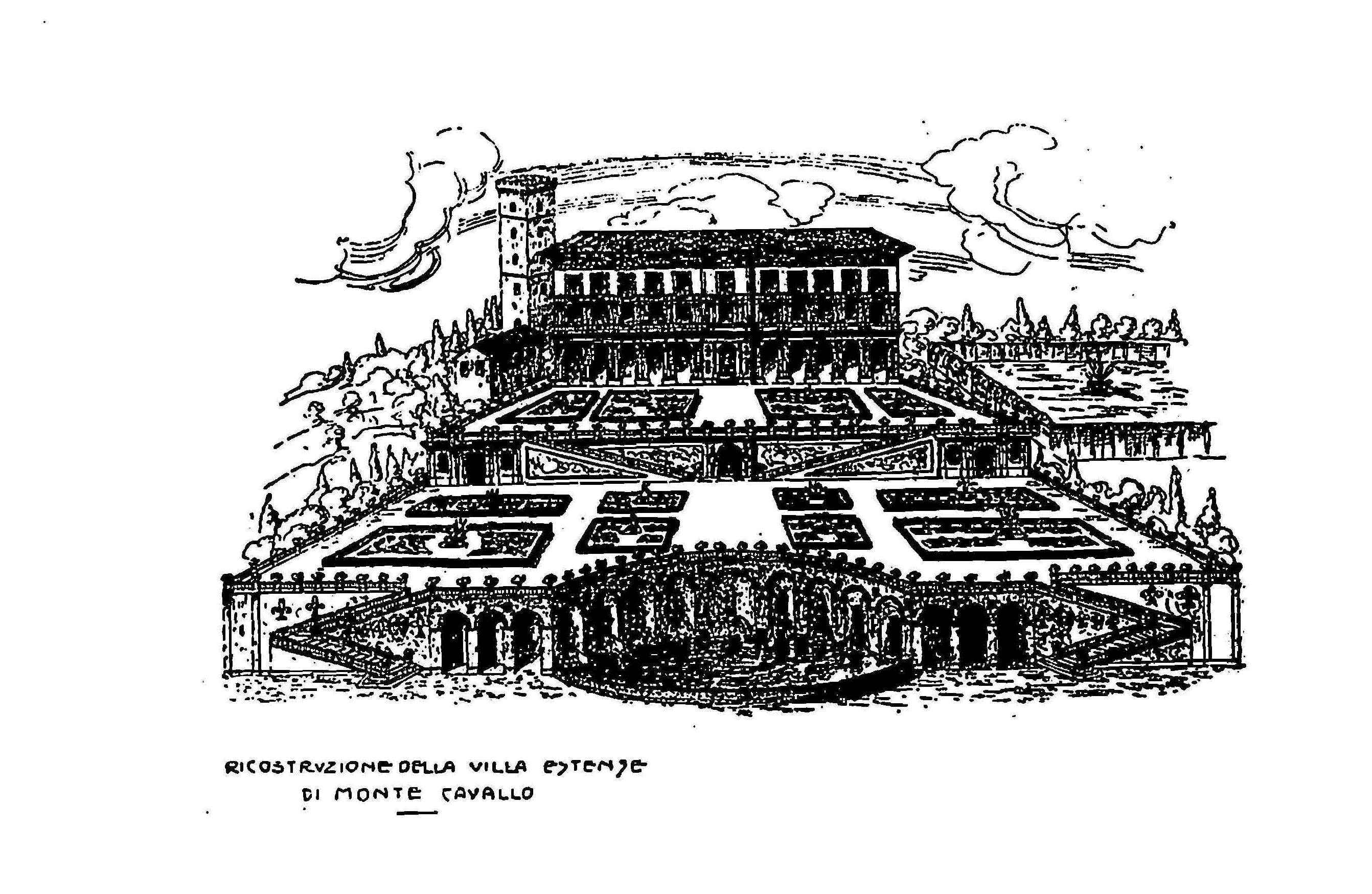
Gravura anônima da villa c. 1550.

Villa d'Este al Quirinale, conhecida também como Villa di Monte Cavallo, era uma villa localizada onde hoje estão o Palazzo del Quirinale e a Piazza del Quirinale, no rione Trevi de Roma. Ela era também conhecida como Vigna del cardinal di Ferrara, uma referência ao seu criador, o cardeal Ippolito d'Este, de Ferrara, e também como Vigna di Napoli, pois pertenceu à família napolitana dos Carafa. O casino principal da villa, depois da reconstrução de Ottaviano Mascherino, foi o primeiro núcleo do futuro Palazzo del Quirinale.

## História
Em 1550, o cardeal Ippolito d'Este, segundo filho de Lucrécia Bórgia e do duque de Ferrara Alfonso I d'Este, alugou por seis anos, dos Carafa, uma propriedade no monte Quirinal composta por um edifício principal (o casino, a "casa de campo") com uma torre medieval ao lado e um edifício muito menor, provavelmente de serviço. A propriedade era circundada por um amplo jardim. No Quirinal, ao longo da antiga via romana Alta Semita, havia muitas villas, na época chamadas de "vinhas" (em italiano:  vigne), pertencentes ao banqueiro florentino Leonardo Boccaccio, ao cardeal Rodolfo Pio, de Carpi, e vários outros prelados.
Entre 1561 e 1565, o papa Pio IV construiu a Porta Pia e a Strada Pia, a longa via reta que unia a nova porta à nova Piazza del Quirinale, onde foram colocadas as duas estátuas dos Dióscuros conhecida como "Domadores de Cavalos". O Quirinal, já conhecido por suas residências de verão por causa da salubridade da área (alta e longe dos alagadiços) e pelo clima mais ventilado no verão, se transformou num novo pólo de desenvolvimento da cidade depois da construção da nova Strada.

### Cardeal d'Este
O clima mais ameno dos lugares campestres cultivados e a delícia dos jardins floridos — cantados em alguns versos de "Orlando Furioso", de Ludovico Ariosto, que era nativo de Ferrara — se tornaram temas dominantes na vida de Ippolito d'Este que, para seu próprio prazer, criou a Villa d'Este em Tivoli e alugou a villa dos Carafa no Quirinal, dotando-a de jardins perfumados, de pequenos bosques, ninfeus, pequenos vinhedos, fontes e espelhos d'água e de um pavilhão inserido no meio de uma imensa área verde. Foi um dos primeiros a dedicar-se pessoalmente da arquitetura paisagística de seu jardim. Para isto, ele chamou à Roma Gerolamo da Carpi e encomendou a ele "conserti", ou seja, elementos arquitetônicos sobre os quais se estendiam plantas trepadeiras. Todo o jardim se articulava entre o "natural" e o "artificial", caracterizada por figuras geométricas, labirintos e grutas.

### Ocasinoe os jardins
O Metropolitan Museum of Art de Nova Iorque possui um planta anônima datada de 1561 que descreve a Villa d'Este al Quirinale. O casino ou vigna, ou seja, o edifício principal, tem uma planta irregular, talvez por ter sido construído gradualmente em fases sucessivas. O edifício era composto por nove aposentos de formas e tamanhos diversos, além de outros recintos menores. Em todo o entorno haviam espaços abertos, de diferentes tamanhos e cercados de forma variada. O eixo principal do edifício era ortogonal em relação à Strada Pia: assim, o casino ocupava a parte central do atual edifício do Palazzo del Quirinale, construído por Ottaviano Mascherino, e uma parte do Cortile d'Onore.
O edifício menor ficava na esquina da Piazza del Quirinale e a Strada Pia, mas o traçado da via não permitiu que ele ficasse alinhado com ela. Ao longo da Strada se abriam ainda vários portais para o jardim: um dos quais dava acesso à viela que levava ao ninfeu, para o qual convergiam outras duas vielas internas, formando um percurso no formato de um tridente. O ninfeu, que ficava no local onde hoje está a Fontana Rustica, era composto por grutas e nichos com estátuas, em tamanho natural, de "Apolo Citaredo e das Musas". Uma outra entrada levava ao pavilhão, que ocupa de forma aproximada o espaço onde hoje está a Coffee House del Quirinale. O pavilhão — um pequeno templo dedicado aos prazeres olfativos e visuais localizado entre dois grandes nichos verdes — é formado por um ambiente central circular encimado por uma cúpula e flanqueado por quatro torretas circulares, também cobertas por pequenas cúpulas. Toda a estrutura era feita de madeira e revestida de trepaderias. Atrás do pavilhão ficava a escada que levava à Fontana da Basso, onde hoje está o ninfeu com o relógio mecânico. Para esta gruta-fonte foi, mais tarde, transferido o já citado grupo de estátuas de "Apolo e as Musas". A forma geométrica do jardim não está de acordo com a uniformidade nos eixos das vielas: somente em parte, na verdade, elas foram projetadas num formato reticulado, pois, em algumas áreas, elas se desviam ou convergem.
Em 1565, o cardeal renovou o contrato de aluguel e anexou à propriedade os terrenos do banqueiro Boccaccio.

### Papa Gregório XIII
O papa Gregório XIII não suportava o calor do verão romano no Vaticano e se refugiava na Villa Medici, no monte Pincio, ou em Caprarola ou em Frascati. Em 1573, no primeiro ano de seu pontificado, Gregório XIII foi recebido pelo cardeal Luigi d'Este — neto do cardeal Ippolito — e ali passou uma noite. O cardeal deixou o papa estupefato mostrando-lhe diversas maravilhas de seu jardim. O papa manifestou abertamente seu desejo de construir uma villa no Quirinal e o cardeal d'Este lhe ofereceu a sua própria. Dez anos mais tarde, em 1583, o papa investiu 20 000 escudos para a construção de uma villa no local. Na realidade, a vigna pertencia aos Carafa e o cardeal d'Este era apenas o locatário.
Nesta época entrou em cena Ottaviano Mascherino, pintor, arquiteto e aluno de Vignola. Ele foi o responsável por dar forma à primeira parte do Palazzo del Quirinale e continuou influente nos desenvolvimentos posteriores da obra. Seus desenhos, conservados na Academia de São Lucas, permitiram que os historiadores reconstituíssem as fases sucessivas de seu projeto, das quais apenas a primeira se realizou. Mascherino rodou o eixo do casino em 90°, dispondo o novo edifício com seu lado mais longo paralelo à Strada Pia. Por conta disto, o edifício menor, que ficava fora do eixo em relação à via, teve que ser alongado e regularizado em relação ao edifício principal. Entre os dois estava previsto um pátio retangular, jardinado, delimitado nos lados maiores por um muro flanqueado por um pórtico. O sistema composicional do edifício principal foi articulado em uma estrutura central, com cinco aberturas arqueadas, flanqueadas por duas outras estruturas levemente protuberantes. Um destes dois corpos laterais abrigava uma escada ovalada. No primeiro andar, as aberturas correspondiam às de uma lógia (a chamada "lógia envidraçada"), atrás da qual havia uma grande sala (a moderna Sala del Bronzino). O  torrino  foi um acréscimo ao projeto definitivo. Quando Gregório XIII faleceu, Mascherino havia acabado de terminar o palacete e o torrino. O novo papa, Sisto V, chamou Domenico Fontana, que refez o projeto e edificou os dois outros lados do pátio. Logo em seguida a Câmara Apostólica adquiriu definitivamente a propriedade dos Carafa.